# Bob Siebenberg
Bob Siebenberg, geboren als Robert Layne Siebenberg (Glendale (Californië), 31 oktober 1949) en ook wel bekend als Bob C. Benberg en Bob Cee, is een Amerikaans drummer. Hij speelt sinds de jaren zeventig in de Britse rockgroep Supertramp, waar zijn zoon, percussionist Jesse Siebenberg, sinds de heroprichting in de jaren negentig eveneens deel van uitmaakt.

## Biografie
Siebenberg speelde als tiener in allerlei bandjes in zijn geboorteplaats Glendale. In 1967 leerde hij hier gitarist Scott Gorham (van Thin Lizzy) kennen. In het najaar van 1971, drie dagen nadat hij Gorhams jongere zus Vicki huwde, verhuisde hij naar Londen. Daar sloot hij zich aan bij Barry Richardson, Ruan O'Lochlainn, Deke O'Brien en Mick Molloy in een band die in januari 1972 de naam Bees Make Honey koos. Met hen nam hij het album Music Every Night (1973) op. Hij drumde in de vroege jaren zeventig weleens voor musicals en cabaretvoorstellingen (onder andere Hair en Mother Earth) en leerde zo Peter Straker kennen, op wiens album Private Parts hij speelde. Hij spelde zijn naam op veel verschillende wijzen in verband met werkvergunningen, die hij nodig had om als immigrant in het Verenigd Koninkrijk geld te kunnen verdienen.
In augustus 1973 voegde hij zich als enige Amerikaan bij Supertramp, dat toen voor de tweede maal van samenstelling veranderde. Aanvankelijk zou ook Gorham deel uitmaken van deze band, maar saxofonist John Helliwell werd in zijn plaats gekozen. Het eerste Supertramp-album waar Siebenberg op speelde, is het door Ken Scott geproduceerde Crime of the Century (1974).
Hij drumde mee op het album The Old Pals Act van Peter Bennett en de Phil Lynott-albums Solo in Soho (1980) en The Philip Lynott Album (1982). In 1982 begon hij aan de opnamen van zijn eerste soloalbum, Giants in Our Own Room, dat in 1985 werd uitgebracht in Canada en Europa. In 1989 maakte hij met de band Heads Up het album The Long Shot. Zijn dochter, Victoria Siebenberg, ontwierp voor beide albums de hoezen. Hij componeerde in 1989 tevens muziek voor het videospel Space Quest III: The Pirates of Pestulon.